# Adrian Grenier
Adrian Sean Grenier (ur. 10 lipca 1976 w Santa Fe) – amerykański aktor filmowy i telewizyjny, reżyser, producent filmowy, kompozytor i wokalista, najlepiej znany z roli Vincenta „Vince’a” Chase’a w serialu HBO Ekipa (Entourage).

## Życiorys

### Wczesne lata
Urodził się w Santa Fe w Nowym Meksyku jako syn Karesse Grenier i Johna T. Dunbara. Jego rodzina była pochodzenia irlandzkiego i francuskiego. Jest kuzynem aktora Evana Ferrante. Wychowywany był przez matkę w nowojorskim Brooklynie. Uczęszczał do prestiżowej Fiorello H. LaGuardia High School of Music & Art w Nowym Jorku i prywatnej szkoły artystycznej Bard College, gdzie studiował dramat. W 1998 ukończył Fieldston Summer Performing Arts Institute. 

### Kariera
W 1997 zadebiutował na dużym ekranie w dwóch dramatach – Aresztowana Gena (Arresting Gena) i Huraganowe ulice (Hurricane Streets) jako uliczny punk. Znalazł się potem w doborowej obsadzie dwóch komedii Woody'ego Allena Celebrity (1998) i Życie i cała reszta (Anything Else, 2003). 
Po raz pierwszy został dostrzeżony w tytułowej roli w niezależnym filmie Przygody Sebastiana Cole (The Adventures of Sebastian Cole, 1998). Wystąpił się jako barman w teledysku Britney Spears „(You Drive Me) Crazy” (1999). W 1999 brał udział w biegach podczas maratonu w Bostonie.
W komedii Cecil B. Demented (2000) Johna Watersa zagrał aktora Lyle’a. W filmie A.I. Sztuczna inteligencja (Artificial Intelligence: AI, 2001) mignął jako nastolatek w furgonetce. W dramacie wojennym Wojna Harta (Hart's War, 2002) zagrał niewielką rolę szeregowego Daniela E. Abramsa u boku Bruce'a Willisa, Colina Farrella i Linusa Roache’a. Na srebrnym ekranie zabłysnął rolą hollywoodzkiego gwiazdora filmowego Vincenta „Vince’a” Chase’a w serialu HBO Ekipa (Entourage, 2004-2007). Postać ta przyniosła mu nominacje do nagrody Teen Choice i Screen Actors Guild. 
W komediodramacie Diabeł ubiera się u Prady (The Devil Wears Prada, 2006) z Meryl Streep wcielił się w kucharza i chłopaka głównej bohaterki granej przez Anne Hathaway. Jest także realizatorem filmów krótkometrażowych i dokumentalnego Strzał w mroku (Shot in the Dark). Został wokalistą grupy Kid Friendly oraz perkusistą zespołu The Honey Brothers, z którym nagrał płytę Honey 4 U (2003).
W 2016 w Monterey Bay Aquarium  w Monterey w Kalifornii został uhonorowany nagrodą Paul Walker Ocean Leadership Award za współpracę z The Lonely Whale, organizacją „poświęconą przybliżaniu ludziom wiedzy o oceanach świata poprzez edukację i świadomość, inspirowanie empatii i działania na rzecz zdrowia oceanów i dobrostanu dzikich zwierząt morskich”.

## Filmografia
- Arresting Gena (1997) jako Kabush
- Przygody Sebastiana Cole (The Adventures of Sebastian Cole, 1998) jako Sebastian Cole
- Celebrity (1998) jako Darrow Entourage
- Fishes Outta Water  (1998)
- To mnie kręci (Drive Me Crazy, 1999) jako Chase Hammond
- Cecil B. Demented (2000) jako Lyle
- A.I. Sztuczna inteligencja (Artificial Intelligence: AI, 2001) jako nastolatek w furgonetce
- Harvard Man (2001) jako Alan Jensen
- Freshening Up (2002) jako Noah
- Wojna Harta (Hart's War, 2002) jako szeregowy Daniel E. Abrams
- Love In the Time of Money (2002) jako Nick
- Życie i cała reszta (Anything Else, 2003) jako Ray Polito
- Bringing Rain (2003) jako Clay Askins
- Tony 'n' Tina's Wedding (2004) jako Michael
- Ekipa (Entourage, 2004 - 2008) jako Vincent Chase
- A Perfect Fit (2005) jako John
- Across the Hall (2005) jako Julian
- Diabeł ubiera się u Prady (The Devil Wears Prada, 2006) jako Nate
- Adventures of Power (2008) jako Dallas Houston